# Applåd med en hand
Applåd med en hand är en roman av den brittiske författaren Anthony Burgess, utgiven 1961.
Den handlar om ett gift par i det samtida England vars liv förändras när mannen genom sitt fotografiska minne vinner en stor summa pengar i en tv-frågesport i ämnet engelsk litteratur, fast han egentligen inte vet något alls om ämnet. Romanen är en satirisk svart komedi om konsumtionssamhället, bristen på bildning och det ökande amerikanska inflytandet.
Romanen utkom i svensk översättning av Caj Lundgren 1973.